# Antaioserpens
Antaioserpens is een geslacht van slangen uit de familie koraalslangachtigen (Elapidae) en de onderfamilie zeeslangen (Hydrophiinae).

## Naam en indeling
De wetenschappelijke naam van de groep werd voor het eerst voorgesteld door Richard Walter Wells en Cliff Ross Wellington in 1985. Er zijn twee soorten, inclusief de pas in 2016 aan het geslacht toegekende beschreven soort Antaioserpens albiceps. Daarvoor was de groep monotypisch. De slangen werden eerder aan andere geslachten toegekend, zoals Pseudelaps, Cacophis, Rhinelaps en Simoselaps.

### Soorten
Het geslacht omvat de volgende soorten, met de auteur en het verspreidingsgebied.
| Naam                   | Auteur          | Verspreidingsgebied    | Beschermingsstatus |
| ---------------------- | --------------- | ---------------------- | ------------------ |
| Antaioserpens albiceps | Boulenger, 1898 | Australië (Queensland) |                    |
| Antaioserpens warro    | De Vis, 1884    | Australië (Queensland) |                    |

## Uiterlijke kenmerken
De slangen bereiken een lichaamslengte tot ongeveer 40 centimeter. De kop is heeft een schoffel-achtige snuit, de kop is duidelijk te onderscheiden van het lichaam door de aanwezigheid van een insnoering. De ogen zijn relatief klein en hebben een ronde pupil. De slangen hebben vijftien rijen schubben in de lengte op het midden van het lichaam. De lichaamskleur is bruin, sommige exemplaren zijn donker gevlekt. Achter de kop is een zwarte, zadelachtige vlek aanwezig.

## Levenswijze
De slangen jagen voornamelijk op skinken, een groep van hagedissen. De vrouwtjes zetten eieren af.

## Verspreiding en habitat
De soorten komen endemisch voor in delen van oostelijk Australië en zijn alleen aangetroffen in de deelstaat Queensland. De slangen komen niet voor in zee zoals de meeste zeeslangen maar leven op het land. De habitat bestaat uit droge tropische en subtropische bossen en vochtige tropische en subtropische laaglandbossen. Ook in door de mens aangepaste streken zoals stedelijke gebieden kunnen de dieren worden aangetroffen.

## Beschermingsstatus
Door de internationale natuurbeschermingsorganisatie IUCN is aan beide soorten een beschermingsstatus toegewezen. Een soort wordt beschouwd als 'veilig' (Least Concern of LC) en een soort als 'onzeker' (Data Deficient of DD).